# Gare de Boulange
La gare de Boulange, anciennement Bollingen, est une ancienne gare ferroviaire française de la ligne de Fontoy à Audun-le-Tiche située sur le territoire de la commune de Boulange dans le département de la Moselle en région Grand Est.
Mise en service en 1899, elle est fermée aux voyageurs en 1948.

## Situation ferroviaire
Établie à 335 m d'altitude, la gare de Boulange était située au point kilométrique (PK) 5,036 de la ligne de Fontoy à Audun-le-Tiche entre les gares de Fontoy et d'Aumetz. Elle constitua aussi le PK 0,0 de la ligne de Boulange à Rumelange - Ottange, en service de 1959 à 1970.

## Histoire
La gare de Boulange est mise en service le 1er novembre 1899 par la Direction générale impériale des chemins de fer d'Alsace-Lorraine (EL) qui inaugure la section de Fontoy à Aumetz, prolongée jusqu'à la gare (basse) d'Audun-le-Tiche en 1901-1904. De part et d'autre de la gare se trouvent les raccordements menant respectivement aux mines de Bure, Ferdinand et de Boulange.
Devenue française après 1918 et exploitée par l'AL puis la SNCF, la ligne ferme aux trains de passagers le 5 mai 1948. La desserte des marchandises de la gare de Boulange prend fin à une date inconnue.
En 1959 est mise en service la ligne de Boulange à Rumelange - Ottange. Ce chemin de fer transfrontalier établissant une jonction avec la ligne luxembourgeoise Noertzange - Rumelange avait été planifiée avant 1914 mais les deux guerres mondiales et la crise économique avaient reporté l'achèvement des travaux et la pose des voies. Exploitée comme un chemin de fer industriel, elle ferme dès 1970 et est déclassée 5 ans plus tard.
Électrifiée en 1962, la ligne de Fontoy à Audun-le-Tiche est hors-service depuis les années 1990.

## Patrimoine ferroviaire
Correspondant au plan type des gares secondaires du réseau Alsace-Lorraine construites après 1871, le bâtiment voyageurs (BV) a été transformé en habitation. Il se compose d'un unique volume de trois travées sous bâtière débordante, les ouvertures du rez-de-chaussée sont à arc bombé et celles des fenêtres l'étage de forme rectangulaire.